# جرمی بلایاک
جرمی بلایاک (انگلیسی: Jérémy Blayac؛ زادهٔ ۱۳ ژوئن ۱۹۸۳) بازیکن فوتبال اهل فرانسه است.
از باشگاه‌هایی که در آن بازی کرده‌است می‌توان به باشگاه فوتبال آنژه، باشگاه فوتبال کن، باشگاه فوتبال استراسبورگ، باشگاه فوتبال استاد رنس، و باشگاه فوتبال تولوز اشاره کرد.